# Automobilforschung
Die Automobilforschung – in Langform auch als Automobiltechnische Forschung (englisch „automotive engineering research“) oder in Kurzform auch als Autoforschung bezeichnet – ist ein Forschungsbereich, welcher sich mit ingenieurtechnischen Fragen im Automobilbau befasst. Schwerpunkte der Forschung sind Assistenzsysteme und Antriebe wie der Wasserstoff-, Elektro-, Benzin-, Diesel- und Hybridantrieb. Ziele sind die Sicherheit für alle Beteiligten im Straßenverkehr zu erhöhen, Kosten für Hersteller und Verbraucher zu reduzieren und weitere Anforderungen wie die Schonung der Umwelt zu erreichen. Um die Ziele zu erreichen, arbeitet die Wissenschaft interdisziplinär mit anderen Bereichen wie der Medizin oder der Informatik zusammen. Experimentiert wird mit Sensoren oder mit der Anwendung verschiedener Verfahren wie der Lasertechnik. Internationale Bedeutung hat das Forschungsfeld in den USA, Indien, Japan und Österreich. In Deutschland wird die Forschung beispielsweise an manchen Instituten der Fraunhofer-Gesellschaft oder dem Institut für Kraftfahrwesen der der RWTH Aachen betrieben. Die Erkenntnisse fließen in die Systementwicklung bei den Autoherstellern ein. Praktische Beispiele sind ein Notbremsassistent, Abstandsregeltempomaten oder ein Seitenaufprallschutz. Über den Straßenverkehr hinaus profitiert auch der Rennsport von den Erkenntnissen.
An der TU Chemnitz besteht seit 2015 ein Institut für Automobilforschung. Ebenso existiert auch eines mit gleichlautender Bezeichnung an der TU Dortmund.